# Masih Saighani
Masih Saighani (* 22. September 1986 in Kabul, Afghanistan) ist ein deutsch-afghanischer Fußballspieler.

## Leben
Saighani kam am 22. September 1986 in der afghanischen Hauptstadt Kabul als jüngster von vier Söhnen des Arztes Hamid Saighani und dessen Ehefrau Freshta, einer Rechtsanwältin, zur Welt. Im Alter von zwei Jahren flüchtete er mit seiner Familie aus Afghanistan und suchte in Frankfurt am Main Asyl. Über Schwalbach und Karlsruhe zog die Familie schließlich nach Marburg.

## Karriere

### Vereinskarriere
Saighani begann seine Karriere mit 15 Jahren beim SG Niederweimar und wechselte später zum VfB Marburg. Bereits als 18-Jähriger debütierte er in der Oberliga Hessen am 21. Mai 2005 (32. Spieltag) beim 0:0 gegen den KSV Baunatal. Am letzten Spieltag erzielte er dann sein erstes Tor bei der 2:3-Niederlage gegen den SC Waldgirmes, als er zum Entstand traf.
Nach dem Abstieg Marburgs wechselte er zu eben jenem SC Waldgirmes. Allerdings konnte er sich unter Trainer Thorsten Krick nicht als Stammspieler durchsetzen; er kam nur zu 13 Einsätzen und konnte kein Tor erzielen. Daher verließ er den Klub bereits nach einer Saison wieder und schloss sich dem Bonner SC an, der in der Oberliga Nordrhein spielte. Er kam an den ersten fünf Spieltagen zum Einsatz, doch ab dem 6. Spieltag stand er nicht mehr im Kader. Bereits nach einem halben Jahr wechselte in der Winterpause der Saison 2006/07 wieder zurück zum SC Waldgirmes, wo er sich nun als Stammspieler durchsetzen konnte und in allen 13 Rückrundenspielen zum Einsatz kam.
Obwohl er seinen Stammplatz am Anfang der nächsten Saison behalten konnte, wechselte er zu seinem Heimatverein VfB Marburg zurück, die in der Landesliga Hessen spielten. Nach zwei Jahren gelang als Meister der Aufstieg aus der in Verbandsliga Hessen umbenannten Spielklasse in die Hessenliga. Saighani blieb während seiner Zeit bei Marburg durchgehend Stammspieler und konnte nach einem Jahr die Klasse halten.
Dennoch wechselte der innerhalb der Liga zu Eintracht Wetzlar, wo er sofort Stammspieler wurde, alle 34 Saisonspiele bestritt und fünfmal traf. Doch auch den Verein verließ er wieder und schloss sich dem NRW-Ligisten Sportfreunde Siegen an. Zunächst Stammspieler, verletzte der defensive Mittelfeldspieler sich am 5. Spieltag und verlor daraufhin seinen Stammplatz und kam bis zur Winterpause nur noch zu vier Kurzeinsätzen. In der Rückrunde stand er sogar nur noch einmal im Kader und kam nicht mehr zum Einsatz.
Zur Saison 2012/13 wechselte er zum dritten Mal zum SC Waldgirmes, wo er wieder Stammspieler wurde; er konnte sechs Tore und acht Assists erzielen und verpasste nur aufgrund zweier Rotsperren acht Spiele. Am Ende der Saison belegte man den letzten Nicht-Abstiegsplatz 14.
Daraufhin wechselte Saighani zum vierten Mal innerhalb von vier Spielzeiten den Verein und schloss sich dem Verbandsligisten TSV Steinbach an. Mit dem Verein gelang Saighani die Verbandsliga-Meisterschaft und in der darauffolgenden Saison als Hessenliga-Meister der direkte Durchmarsch in die Regionalliga Südwest. Wieder konnte er sich als Stammspieler durchsetzen, und in den 25 Spielen in der Hessenliga gelangen ihm neun Saisontore. Mit seinen Leistungen spielte er sich in das Blickfeld vom afghanischen Nationaltrainer Slaven Skeledžić und dessen Nachfolger Petar Šegrt. Als sie ihn für die Nationalmannschaft nominierten, erhielt Saighani in der Folgezeit kaum Einsätze bei seinem Verein. Daraufhin lösten Steinbach und der Mittelfeldspieler den Vertrag im Einvernehmen zum 1. Januar 2016 auf.
Anfang Februar 2016 schloss er sich dem Hessenligisten Eintracht Stadtallendorf an. Nach nur acht Einsätzen in der Rückrunde verließ er den Klub wieder und wechselte zur Saison 2016/17 zum Ligakonkurrenten FC Ederbergland. Auch diesen Verein verließ er in der Winterpause und wechselte Ende Januar 2017 zum Verbandsligisten Türk Gücü Friedberg. Im August 2017 verpflichtete ihn der indische Meister Aizawl FC für eine Spielzeit. Dann folgte 2018/19 die Station Abahani Ltd. Dhaka in Bangladesch und ab dem Sommer 2019 stand er beim indischen Erstligisten Chennaiyin FC unter Vertrag. Doch schon im folgenden Jahr kehrte er wieder zu Abahani Ltd. Dhaka zurück und gewann dort den nationalen Pokal. Im September 2021 kam er beim indischen Erstligisten Real Kashmir unter, kehrte jedoch im Januar 2022 wieder nach Deutschland zurück und stand erneut bei Türk Gücü Friedberg in der Hessenliga unter Vertrag. Nach einem Jahr bei Friedberg wechselte er in der Winterpause 2022/23 zum SF Friedrichsdorf in die siebentklassige Gruppenliga Frankfurt – Gruppe West. Im Sommer 2023 folgte ein Wechsel zum DJK Sportfreunde Bad Homburg mit Spielbetrieb in der Verbandsliga Hessen Süd, wobei er auch für dessen zweite Mannschaft in der achtklassigen Kreisoberliga Hochtaunus zum Einsatz kam. Nach einer Saison in Bad Homburg schloss er sich dem Siebentligisten 1.FC-TSG Königstein an, für den er seitdem im Einsatz ist (Stand: Juni 2025).

### Nationalmannschaft
Erstmals für die afghanische Nationalmannschaft wurde Saighani für das Spiel gegen Thailand am 3. September 2015 (0:2) nominiert, wo er auch sein Debüt feierte. Er wurde für die in Indien ausgetragene Südasienmeisterschaft 2015 nominiert. Er traf sowohl im ersten Gruppenspiel gegen Bangladesch (4:0) als auch im zweiten gegen Bhutan (3:0). Am Ende belegte man nach der 1:2-Finalniederlage gegen Indien den zweiten Platz.

## Erfolge
Nationalmannschaft
- Vize-Südasienmeister: 2015

VfB Marburg
- Verbandsliga Hessen: Meister und Aufstieg in die Hessenliga 2008

TSV Steinbach
- Verbandsliga Hessen: Meister und Aufstieg in die Hessenliga 2014
- Hessenliga: Meister und Aufstieg in die Regionalliga Südwest 2015

Abahani Ltd. Dhaka
- Bangladeschischer Pokalsieger: 2022